# The Trammps
The Trammps é uma banda americana de disco e soul, com sede na Filadélfia, e foi uma das primeiras bandas de discoteca.

## História
A história de The Trammps começou a partir do grupo dos anos 1960 The Volcanos, que mais tarde se tornou The Moods. Com uma série de mudanças de formação no início dos anos 1970, a banda incluiu o vocalista principal Jimmy Ellis (influenciado pelo gospel), o baterista e cantor (voz de baixo) Earl Young, e os irmãos Stanley e Harold 'Doc' Wade. Membros da banda de gravação MFSB da Filadélfia tocaram com o grupo em discos e em turnê na década de 1970, com o cantor Robert Upchurch se juntando mais tarde. A estreia nas paradas veio através de um cover upbeat (acelerado) de Zing! Went the Strings of My Heart, com a voz de baixo de Young, que se tornou um hit no Top 20 das paradas de R&B dos Estados Unidos em 1972. O single Disco Inferno (1976), que foi incluído na trilha sonora vencedora do Grammy, Saturday Night Fever: The Original Movie Sound Track em 1977, alcançou o 11.º lugar na parada Billboard Hot 100 em maio de 1978.
| “ | Em uma época em que os verdadeiros grupos de soul, especialmente os de persuasão uptempo, se tornaram tão raros quanto os dardos de caracol, The Trammps preenche uma lacuna. | ” |
|   | — Christgau's Record Guide: Rock Albums of the Seventies (1981). |   |

Outro grande sucesso foi Hold Back the Night (1975) (UK No. 5). Sua canção-assinatura Disco Inferno foi regravada por Tina Turner e Cyndi Lauper. Além disso, Graham Parker fez um cover de Hold Back the Night no The Pink Parker EP em 1977, e alcançou o 20.º lugar no UK Singles Chart, e o Top 60 nos Estados Unidos. Em 2021, Disco Inferno recebeu a distinção Prata pela British Phonografic Industry, juntamente com Can We Come Together (do álbum Where the Happy People Go). O grupo formalmente se dissolveu em 1980. Duas versões do grupo, com formações diferentes, atualmente percorrem o circuito da nostalgia.

## Discografia
Fonte:
- Trammps (1975)
- The Legendary Zing Album (1975)
- Where the Happy People Go (1976)
- Disco Inferno (1976)
- The Trammps III (1977)
- The Whole World's Dancing (1979)
- Slipping Out (1980)